# Veruela (Agusan del Sur)
Veruela is een gemeente in de Filipijnse provincie Agusan del Sur op het eiland Mindanao. Bij de laatste census in 2007 had de gemeente bijna 37 duizend inwoners.

## Geografie

### Bestuurlijke indeling
Veruela is onderverdeeld in de volgende 20 barangays:
| - Anitap - Bacay II - Binongan - Caigangan - Candiis - Del Monte - Don Mateo - Katipunan - La Fortuna - Limot | - Magsaysay - Masayan - Poblacion - Sampaguita - San Gabriel - Santa Cruz - Santa Emelia - Sawagan - Sinobong - Sisimon |

## Demografie
Veruela had bij de census van 2007 een inwoneraantal van 36.862 mensen. Dit zijn 640 mensen (1,8%) meer dan bij de vorige census van 2000. De gemiddelde jaarlijkse groei komt daarmee uit op 0,24%, hetgeen lager is dan het landelijk jaarlijks gemiddelde over deze periode (2,04%). Vergeleken met de census van 1995 is het aantal mensen met 1.156 (3,2%) toegenomen.

De bevolkingsdichtheid van Veruela was ten tijde van de laatste census, met 36.862 inwoners op 385,45 km², 95,6 mensen per km².